# Bibiana Montoya
Bibiana Montoya (Almería, 1956) es una catequista, ex-vedette y activista por los derechos LGBT española. En el año 2000 fue la primera mujer trans en someterse a una operación de cambio de sexo en España.

## Biografía
Bibiana nació en 1956 en Almería, España, 22 años antes de la legalización de la homosexualidad y transexualidad en el país. Tras la muerte de su padre, cuando ella tenía 13 años, comenzó a trabajar en un hotel. Sin embargo posteriormente se mudó a Barcelona, donde inició su carrera artística como vedette.
En el año 2000, Bibiana fue la primera mujer trans en España en someterse a una cirugía de reasignación de sexo, así como la primera persona trans cuyo nuevo nombre fue reconocido por la Iglesia Católica en su partida de bautismo. Debido al riesgo que conllevaba esta operación en aquél tiempo, Bibiana solicitó confesarse con el capellán antes de su operación, petición que el capellán le negó por ser mujer trans.
Actualmente es presidenta de la Asociación Amar y Vida, y fue incluida por el Diario de Almería en 2021 en la lista "Diez heroínas silenciosas que trabajan cada día por romper barreras y techos de cristal".